# 霸王別姬 (電影)
《霸王別姬》改編自李碧華同名小說，由陳凱歌執導，張國榮、鞏俐、張豐毅主演的電影。敘述伶人程蝶衣對國粹藝術的執著，進而投影出歷史與文化在大時代的演變下，造成的激盪與人生。影片蘊含深厚的文化內涵，氣勢恢宏，感情強烈，情節細膩深遠。
本片獲得第46屆法國坎城影展金棕櫚獎，成為第一部也是迄今唯一獲得此獎項的華語電影。亦被視為有史以來最偉大的華文電影之一。此外，該片還榮獲美國金球獎最佳外語片，以及第66届奧斯卡最佳外語片獎提名，並於2005年被美國《時代》周刊評為「百大不朽電影」之一。2006年，《首映》雜誌將鞏俐飾演的「菊仙」列為「有史以來最偉大表演100位」第89名。
2018年，本片逢上映25週年紀念，以數位修復版本於台灣重新上映。2020年起，於南韓等世界多地重映。2023年，本片逢上映30周年纪念，以4K修复版本於香港等地重映。

## 劇情
故事從扮演霸王與虞姬的開頭先破題，並描述程蝶衣與段小樓因故已經多年沒有合作，隨後故事回到大清剛亡，民国初期，小豆子是個有多指症的孩子，他的母親身為窯姐，無力撫養孩子的她，在狠心用菜刀將小豆子的多指切除後，將小豆子送到梨園謀生。古時戲班訓練手段嚴苛殘忍，身世不乾淨的小豆子既要忍受師傅好心卻暴力的訓練，又遭同伴孤立，還好有大師兄小石頭幫助，才一天天挺了過來。在保護與被保護中，二人的關係超越朋友，超越兄弟。
天生斯文秀氣的小豆子被選作旦角，卻分不清假戲與真實生活，不願在戲中「承認」自己是女兒身，幾次遭師傅毒打。終於，在另一名戲童小癩子找尋冰糖葫蘆的引誘下，小豆子逃離戲班，而一心疼愛他的小石頭也不忍見他受罪，所以冒死相助。成功逃脫的小豆子偶遇京戲名角，聽了一齣《霸王別姬》，意識到只有苦練才能成就藝術的他返回戲班。
戲班裡，小石頭正因放走小豆子二人的事挨打，為保護師哥，小豆子決然擔下責任，而師哥不忍看小豆子挨打，與師傅打鬥。混亂中，與小豆子一同逃走的小癩子因懼怕刑罰而自縊。最終，經歷生死之劫的小豆子明白了師傅的苦心教誨：「人，得自個兒成全自個兒。要想人前显貴，必得人後受罪！」的鐵石心腸教育。
但他仍分不清假戲與真實生活，總固執地念錯戲文，在連他最愛的師哥都狠狠罰斥他要他“承認”自己是女兒身後，他在潛意識裡徹底相信自己就是女兒身。那個時候的戲子人被視為下三濫，小豆子在一次演出後被清遺宦官張公公凌辱，悲痛中偶遇棄嬰小四，師傅認為人本有自己的命，但小豆子執意將棄嬰帶回戲班，卻不知這個孩子終成禍患。
幾年後，小豆子與小石頭合演的《霸王別姬》已經名震京師，並深得當時懂得雅緻的財主袁四爺賞識，獲得不少文物珍寶。小豆子藝名程蝶衣，對師哥的感情正如虞姬對項羽──從一而終，而藝名段小樓的師哥只把蝶衣當弟弟，不僅不懂他的曖昧，更在衝動下答應要娶同樣命運多舛的青樓女子菊仙，蝶衣隨即和菊仙爭風吃醋。在意識到大大咧咧的師哥對他們倆的過去非常淡漠後，蝶衣欲與他決裂，卻又在段小樓惹了侵華日本兵而被關押後，為了營救，而委身給熱愛京劇的軍官青木唱戲，因而讓日本軍決定對此事不予追究，但反遭段小樓誤會。
菊仙違背了與蝶衣的約定成婚，而蝶衣則在絕望中投向此時身邊唯一欣賞他的袁四爺，任自己沉淪。二人鬥氣下戲劇接近停擺，被師傅教訓、要他們倆和好。後來師傅猝死，程蝶衣和段小樓兩人又重新收養了蝶衣多年前帶回戲班的棄嬰，勉強和好並恢復表演活動。
日本侵華戰爭結束後，兩人被迫給一群無紀律無教養的國軍士兵表演，因程蝶衣遭士兵調戲，段小樓告知士兵說日本人也不曾如此胡鬧，此言一出便與士兵嚴重衝突，混亂中菊仙不但被打到流產，蝶衣也因此遭到檢舉為漢奸被捕。段小樓傾力營救蝶衣，低聲下氣去求袁四爺，要蝶衣替日本人唱戲一事說謊，苟且求釋，蝶衣始終不屈、認為日本人較賞識京劇，所幸因其技藝而被國民黨高官營救。
1949年，中華民国政府即將敗退台灣，因為兩人的絕藝在戰後沒有受到重視，程蝶衣每天便以奢侈放縱的生活混日子，吸食鴉片的程蝶衣嗓音日差，在一次表演中破嗓。共產黨執政後，貴族袁四爺被眾人鬥死，比別人富足的生活就被認為是異端，蝶衣則歷經毒癮折磨後決心戒毒。在段小樓夫妻的共同幫助下終於重新振作唱戲，卻與當年收養的棄嬰小四衝突，小四不但想私自改變京劇型態，也將戲班傳統的教育方式視為舊社會的壓迫，小四決心除掉師傅蝶衣，逼著要取代他飾演虞姬的位置與段小樓演出，段小樓不顧後果罷演，蝶衣為了大局勸他出演，但卻過不了自己這一關，從此與段小樓斷交。
1966年8月文革爆發，戏曲被視為封建思想遭到討伐，段小樓夫妻趕緊將劇本與道具燒掉，然而在民國年間名氣鼎盛的霸王段小樓再度被小四提起思想問題，段被逼誣陷蝶衣但不願屈服。段小樓被拉去遊街，所有京劇演員也被打上舊文化支持者的標籤受到批鬥。此時蝶衣卻突然出現，一身虞姬裝扮，甘願同段小樓一起受辱，段小樓見程蝶衣已經自投陷阱，希望能保護菊仙而在無奈中誣陷蝶衣，甚至說他給袁四爺做妾，蝶衣聽後痛不欲生，以為段小樓只在乎菊仙；對愛情與藝術都感到絕望的他將所有的憤懣發洩在菊仙身上，抖出菊仙曾為娼妓的歷史，段小樓因此被逼與菊仙劃清界線，菊仙在絕望中上吊自殺。而小四奪得蝶衣手中四舊的珍品後，也遭到旁人檢舉，未能逃過當時人人互相批鬥的命運。
動亂結束後，中國進入改革開放，傳統文化開始復甦，而歷盡滄桑的程蝶衣和段小樓在十一年後也再演《霸王別姬》，蝶衣情感依舊，卻驀地被段小樓提醒：自己原來終究是男兒，對段小樓的愛情都不過是一場美好而痛心的奢夢。蝶衣終於夢醒，卻將身心都已傾獻。不願夢醒的蝶衣寧願像虞姬一樣，永遠倒在血染的愛情裡──從一而終，他用自己送給段小樓的寶劍自刎了。段小楼惊骇之下喊出「蝶衣」，又轻声说「小豆子」。蝶衣在師兄段小樓的懷中結束了自己的演藝生涯，也結束了這齣燦爛的悲劇。

## 主要演員
| 演員   | 角色               |
| ------ | ------------------ |
| 張國榮 | 程蝶衣（小豆子）   |
| 張豐毅 | 段小樓（小石頭）   |
| 鞏俐   | 菊仙               |
| 葛優   | 袁世卿（袁四爺）   |
| 呂齊   | 關師傅             |
| 英達   | 那坤               |
| 李春   | 小四（少年）       |
| 雷漢   | 小四（青年）       |
| 吳大維 | 紅衛兵             |
| 蔣雯麗 | 艷紅（小豆子生母） |
| 黄斐   | 老師爺             |
| 童弟   | 張公公             |
| 智一桐 | 青木三郎           |
| 費洋   | 小石頭（童年）     |
| 趙海龍 | 小石頭（少年）     |
| 馬明威 | 小豆子（童年）     |
| 尹治   | 小豆子（少年）     |
| 楊永超 | 小癩子（童年）     |
| 黄磊   | 嫖客               |

## 影片歌曲
| 曲別   | 歌名                 | 作曲   | 作詞   | 編曲                 | 演唱者                                                                                                 |
| ------ | -------------------- | ------ | ------ | -------------------- | --- |
| 主題曲 | 當愛已成往事         | 李宗盛 | 李宗盛 | Jenny Chin；Mac Chew | 原唱：林憶蓮；李宗盛 MV導演：區雪兒 - 張國榮于1995年翻唱本片主題曲《當愛已成往事》，收錄於其專輯寵愛中 |
| 插曲   | 不懂                 | 李宗盛 | 黃鬱   | Jenny Chin；Mac Chew | 李宗盛 MV導演：陳凱歌 - 《不懂》並未在本片當中出現，僅僅收錄于《霸王別姬電影原聲帶》當中。             |
| 插曲   | 歌唱祖國             | 王莘   | 王莘   |                      | |
| 插曲   | 中国人民解放军进行曲 | 郑律成 | 公木   |                      | |
| 插曲   | 大海航行靠舵手       | 王双印 | 李郁文 |                      | |

## 主要榮譽
| 年份   | 頒發機構                       | 榮譽                                   | 結果 |
| ------ | ------------------------------ | -------------------------------------- | ---- |
| 1993年 | 第46屆法國坎城影展             | 金棕櫚獎                               | 獲獎 |
| 1993年 | 波蘭國際電影節                 | 金蛙獎                                 | 提名 |
| 1993年 | 第46屆坎城影展國際影評人協會獎 | 費比西獎                               | 獲獎 |
| 1993年 | 第38屆亞太影展                 | 最佳導演（陳凱歌）                     | 獲獎 |
| 1993年 | 第38屆亞太影展                 | 最佳剪輯                               | 獲獎 |
| 1993年 | 第59屆紐約影評人協會獎         | 最佳外語片                             | 獲獎 |
| 1993年 | 第59屆紐約影評人協會獎         | 最佳女配角（鞏俐）                     | 獲獎 |
| 1993年 | 第19屆洛杉磯影評人協會獎       | 最佳外語片                             | 獲獎 |
| 1993年 | 第27屆美國國家影評人協會獎     | 最佳外語片                             | 獲獎 |
| 1994年 | 第51屆美國金球獎               | 最佳外語片                             | 獲獎 |
| 1994年 | 第66屆奧斯卡金像獎             | 最佳外語片                             | 提名 |
| 1994年 | 第66屆奧斯卡金像獎             | 最佳攝影獎（顧長衛）                   | 提名 |
| 1994年 | 第47屆英國電影學院獎           | 最佳外語片                             | 獲獎 |
| 1994年 | 第04屆日本電影影評人大獎       | 最佳外語片                             | 獲獎 |
| 1994年 | 第04屆日本電影影評人大獎       | 最佳外語片男主角（張國榮）             | 獲獎 |
| 1994年 | 第04屆上海影評人獎             | 十佳影片                               | 獲獎 |
| 1994年 | 第19屆法國凱撒電影獎           | 最佳外語片                             | 提名 |
| 1994年 | 第04届中國電影表演藝術學會     | 特別貢獻獎（張國榮）                   | 獲獎 |
| 1994年 | 美國政論電影學會獎             |                                        |      |
| 1995年 | 倫敦影評人協會                 | 最佳外語片                             | 獲獎 |
| 1995年 | 第08届東京國際電影節           | 東京電影評論家大獎最佳影片             | 獲獎 |
| 1995年 | 第08届東京國際電影節           | 東京電影評論家大獎最佳導演（陳凱歌）   | 獲獎 |
| 1995年 | 第08届東京國際電影節           | 東京電影評論家大獎最佳男主角（張國榮） | 獲獎 |
| 1995年 | 日本Mainichi电影大赛           | 最佳外語片                             | 獲獎 |
| 1995年 | 日本新闻界电影评奖             | 最佳影片                               | 獲獎 |

## 外部連結
- 開眼電影網上《霸王別姬》的資料（繁體中文）
- Yahoo奇摩電影上《霸王別姬》的資料（繁體中文）
- 香港影庫上《霸王別姬》的資料（繁體中文）
- 豆瓣电影上《霸王別姬》的資料 （简体中文）
- 时光网上《霸王別姬》的資料（简体中文）
- AllMovie上《霸王別姬》的资料（英文）
- 爛番茄上《霸王別姬》的資料（英文）
- 互联网电影数据库（IMDb）上《霸王別姬》的资料（英文）
- Box Office Mojo上《霸王別姬》的資料（英文）